# Claes Ljunggren
Claes-Roger Ljunggren, född 11 december 1944 i Borås Gustav Adolfs församling i Älvsborgs län, är en svensk militär.

## Biografi
Ljunggren avlade officersexamen vid Krigsskolan 1971 och utnämndes samma år till officer vid Älvsborgs regemente, där han befordrades till kapten 1974. Han befordrades till major 1982, blev lärare vid Militärhögskolan 1985, inträdde i Generalstabskåren 1986 och var chef för markoperationer vid staben i ett militärområde från 1987. Han befordrades till överstelöjtnant i Generalstabskåren 1988, varefter han var tjänsteförrättande chef för Operationsledningen i staben vid Bergslagens militärområde 1990–1991, utbildningschef vid Norrlands dragonregemente 1991–1993 och ställföreträdande chef för Operationsledningen vid staben i Norra militärområdet 1993–1995. Ljunggren befordrades till överste 1995, varpå han var chef för Stridsskola Nord 1995–1997 och chef för Livregementets husarer 1997–2002.[källa behövs]